# دينيس هوبسون
دينيس هوبسون (3 سبتمبر 1951 - ) (بالإنجليزية: Denys Hobson)‏ هو لاعب كريكت جنوب أفريقي.

## وصلات خارجية
- دينيس هوبسون على موقع إي آس بي آن كريك إنفو (الإنجليزية)